# Mudnal, Homnabad
Mudnal là một làng thuộc tehsil Homnabad, huyện Bidar, bang Karnataka, Ấn Độ.